# 古今聖歌集 (日本聖公会)
『古今聖歌集』（こきんせいかしゅう）は、日本聖公会が1902年に出版した聖歌集の名称で、聖歌はおもにイングランド教会、米国聖公会で歌われた聖歌から取られて、その後何回か増補・改訂されて、2006年に『日本聖公会聖歌集』が出版されるまで、長らくこの名称で使用されてきた。

## 古今聖歌集以前
聖公会の日本への宣教はイングランド教会、米国聖公会、カナダ聖公会三者でおこなわれた。聖歌集は、まず1874年の『たゝへのうた』（55首、ヘンリー・エヴィントン編、和紙・木版刷り）、1876年の『使徒公会の歌』、1879-90年の『真神賛美歌』、1883年の「聖公会歌集」（145曲、T.S.ティング編）が使われている。1887年に日本聖公会が成立したあと、1891年に非公式の『聖公会賛美歌集』（初めて洋紙を使用）が出たりした。

## 古今聖歌集の出版と改訂
1902年には6年間の準備を経て『古今聖歌集』（412曲と多くの詩頌曲譜）が出版された。この名称はイングランド教会で使用されていた『古今聖歌集 (イングランド教会)』（Hymns Ancient and Modern）に負っている。
日本の『古今聖歌集』はその後3回の改訂・増補を経て、1959年に最終版（540曲）が出版され、これは1965年に「第五分：詩頌・唱詠礼拝式曲譜」で詩頌曲譜を差し替えて改訂されて、『古今聖歌集』は1959年に出版以来47年に渡り用いられてきた。

## 新聖歌集
21世紀に入り、2006年に新聖歌集『日本聖公会聖歌集』が出版されて、現在の礼拝ではほぼこれに置き替わっている。

## 参照項目
- 日本聖公会の礼拝と聖歌
- 古今聖歌集 (イングランド教会)
- 日本聖公会聖歌集